# 国民革命军第六十四军
国民革命军第六十四军，前身源自陈济棠國民革命軍第八路軍。在两广事变失败、陈济棠下野后，余汉谋被南京委任为第四路军司令，奉命将原陈济棠第八路军改编为第一五一至一六〇师共十个师。

## 抗战时期
1937年7月，全面抗战爆发后，国民政府加速组织扩军投入对日作战。因应抗战形势，以第一五五师、第一五六师组建国民革命军第六十四军，隶属第四路军，此时由李汉魂任军长，邓龙光任副军长，同时两人分别兼任第一五五师、第一五六师师长。邓龙光在高州征兵，156师基本都是高州兵。1937年10月，邓龙光携第一五六师转任新组建的国民革命军第八十三军军长，另以新组建之第一八七师改隶六十四军。1937年12月，第四路军改编为第十二集团军，六十四军隶属不变。南京保卫战，第156师成功突围，牺牲了3个少将：少将师长罗策群，少将参谋长司徒非、少将参谋长姚中英。第156师是万家岭大捷的主力之一。
1938年5月，六十四军奉命北调第一战区，参加兰封会战。1938年6月，南下参加武汉会战。九江沦陷后，李汉魂率该军转移至二线阵地，利用庐山据点与鄱阳湖与日军周旋三个多月，伤亡巨大。1938年10月，因日军进犯广东，六十四军回师参加广州保卫战。1938年12月，军长李汉魂升任广东省政府主席，邓龙光继任军长。
1939年1月，六十四军改隶第十六集团军，同时因广州战役失利，第八十三军被撤销番号，其原辖第一五六师被改隶六十四军，六十四军之第一八七师改隶六十五军，此时张弛任第一五五师师长，王德全任第一五六师师长。
1939年10月，六十四军改隶第三十五集团军，先后参加桂南会战和广西省冬季攻势。
1940年春，军长邓龙光升任第三十五集团军总司令，陈公侠继任军长，同时国民革命军进行编制调整，国民革命军第六十六军因上年桂南会战作战不力被裁减，其原辖第一五九师改隶六十四军，此时邓鄂任第一五五师师长，王德全任第一五六师师长，官炜任第一五九师师长。此后六十四军驻扎柳州，担任守备任务。
1944年6月，军长陈公侠升任第三十五集团军参谋长，张弛继任军长。同年桂柳会战爆发，六十四军奉命于西江布防。尽管各参战部队英勇抵抗，但日軍仍攻克了广西绝大部分县份，西南震动。
1945年7月，第一五五师因上年桂柳会战损失惨重被裁减，另将因桂柳会战作战不力被裁减之国民革命军第三十一军原辖第一三一师番号改隶六十四军，此时黄炳钿任第一三一师师长。
1945年8月15日，日本宣布无条件投降。六十四军奉命东进光复广东江门一带，隶属广州行营。同年11月至12月，一五九师试图以武力光复被葡萄牙占领之澳门，不果。

## 内战时期
1946年5月，六十四军响应国共和谈整编案，缩编为整编第六十四师，张弛改任师长。同年9月，原六十五军军长黄国梁转任整六十四师师长，同时该师被薛岳调往华东战场。
1947年7月，为支援整十一师、整八师之南麻战役，整六十四师全力解围。其中，刘镇湘的整156旅步炮协同好，于家崮血战。1947年10月21日，因南麻战役之战果，蒋介石 在胶东会战检讨会上盛赞整64师，师长黄国梁升任整编第二军军长，刘镇湘继任师长。刘镇湘上任后，在军内提出“范家集精神”，即坚持最后五分钟争取胜利的精神。
1948年11月，六十四军作为黄百韬第七兵团主力，在华野主力尚在大运河以东情况下，第七兵团其他各军长包括黄伯韬都主张向徐州快速靠拢，第二十五军军长陈士章说豫东大战第二十五军和第七十二军只隔二十里，炮火连天，都始终冲不开共军的隔绝，现在大军留在孤地绝境，指望邱清泉远道而来解救根本痴人说梦。但刘镇湘执意就地坚守，说下一站大许家黄百韬给该军分配的驻地是一座土山，他不喜欢，而且在碾庄已经修筑好阵地，一定要跟共军打一仗、固守待援。黄百韬犹豫不定，向徐州剿总总司令刘峙请示，刘峙让他自己决定。六十四军在西撤中基本没受损失，黄百韬考虑再三，最后同意了就地坚守的方案。华野主力全部渡过大运河，稳稳当当把第七兵团围困在碾庄。遂于碾庄战役为解放军歼灭，黄百韬和刘镇湘在大院上被攻占前逃往小费庄，继续指挥余部抵抗。华野三个纵队围攻小费庄，黄百韬率部拼死顽抗，到黄昏时分，见大势已去，黄让刘镇湘指挥残部向西北突围，但部队刚一冲出村子就遭到解放军迎头痛击，很快被全歼。黄百韬自杀，军长刘镇湘、少将副军长韦德被俘。
1949年1月，国军在海南岛以广东新兵为基础重建第六十四军，容有略任军长，张其中任副军长。此时该军下辖第一三一师（未参加淮海战役之六十四军部队），张其中兼任师长；另以编练新兵组建第一五六师，张志岳任师长，第一五九师，倪鼎垣任师长。1949年末，容有略升任海南防卫军第三路司令官，张其中继任军长。
1950年，六十四军在海南岛战役中几近被解放军全歼，军长张其中率残部撤往台湾，得到六十三军残部兵员补充，缩编为第六十四师，改隶国民革命军第七十五军，张其中降任师长。
1952年，撤台国军进行整编，第六十四师被裁减。